# EHF Challenge Cup der Frauen 2016/17
Am EHF Challenge Cup 2016/17 nahmen 36 Handball-Vereinsmannschaften teil, die sich in der vorangegangenen Saison in ihren Heimatländern für den Wettbewerb qualifiziert hatten. Die 17. Austragung des Challenge Cups, welche die kroatische Mannschaft von RK Lokomotiva Zagreb gewann, begann am 15. Oktober 2016. Der Titelverteidiger war die spanische Mannschaft Rocasa Gran Canaria ACE.

## Runde 1
Die erste Runde wurde nicht ausgetragen.

## Runde 2
Es nahmen 8 Mannschaften an der 2. Runde teil.
Die Auslosung der 2. Runde fand am 19. Juli 2016 in Wien statt.
Die Hin- und Rückspiele finden an den Tagen 15.–16. sowie 21.–22. Oktober 2016 statt.

### Qualifizierte Teams
| - SSV Dornbirn Schoren - ŽRK Ilidža - Helvetia BM Alcobendas - ASD Ariosto Pallamano Ferrara | - ŽRK Kumanovo - CS Madeira - DHB Rotweiss Thun - Zağnosspor |

### Ausgeloste Spiele und Ergebnisse
| Mannschaft 1                             | Mannschaft 2                                                             | Hinspiel             | Rückspiel            | Gesamt  |
| ---------------------------------------- | ------------------------------------------------------------------------ | -------------------- | -------------------- | ------- |
| ŽRK Ilidža Škaljić 11                    | Zağnosspor Đoković 14                                                    | 21.10.2016 15:00 Uhr | 22.10.2016 17:00 Uhr | 39 : 70 |
| ŽRK Ilidža Škaljić 11                    | Zağnosspor Đoković 14                                                    | 23 : 33 (09 : 19)    | 16 : 37 (13 : 20)    | 39 : 70 |
| ŽRK Ilidža Škaljić 11                    | Zağnosspor Đoković 14                                                    | 150 Zuschauer        | 350 Zuschauer        | 39 : 70 |
| SSV Dornbirn Schoren Rauch 17            | CS Madeira Rodrigues Gonçalves 17                                        | 15.10.2016 19:00 Uhr | 22.10.2016 17:00 Uhr | 54 : 66 |
| SSV Dornbirn Schoren Rauch 17            | CS Madeira Rodrigues Gonçalves 17                                        | 34 : 36 (17 : 17)    | 20 : 30 (09 : 17)    | 54 : 66 |
| SSV Dornbirn Schoren Rauch 17            | CS Madeira Rodrigues Gonçalves 17                                        | 500 Zuschauer        | 550 Zuschauer        | 54 : 66 |
| ASD Ariosto Pallamano Ferrara Dobreva 12 | DHB Rotweiss Thun Schmied 14                                             | 22.10.2016 18:00 Uhr | 16.10.2016 15:00 Uhr | 41 : 62 |
| ASD Ariosto Pallamano Ferrara Dobreva 12 | DHB Rotweiss Thun Schmied 14                                             | 24 : 28 (13 : 11)    | 17 : 34 (08 : 15)    | 41 : 62 |
| ASD Ariosto Pallamano Ferrara Dobreva 12 | DHB Rotweiss Thun Schmied 14                                             | 250 Zuschauer        | 370 Zuschauer        | 41 : 62 |
| ŽRK Kumanovo Borizovska 14               | Helvetia BM Alcobendas Cardador Galán, García Bueno, Mateus da Cruz je 8 | 15.10.2016 19:30 Uhr | 22.10.2016 17:00 Uhr | 32 : 54 |
| ŽRK Kumanovo Borizovska 14               | Helvetia BM Alcobendas Cardador Galán, García Bueno, Mateus da Cruz je 8 | 17 : 23 (10 : 11)    | 15 : 31 (07 : 17)    | 32 : 54 |
| ŽRK Kumanovo Borizovska 14               | Helvetia BM Alcobendas Cardador Galán, García Bueno, Mateus da Cruz je 8 | 850 Zuschauer        | 500 Zuschauer        | 32 : 54 |

## Runde 3
Es nahmen 32 Mannschaften an der 3. Runde teil.
Die Auslosung der 3. Runde fand am 19. Juli 2016 in Wien statt.
Die Hin- und Rückspiele finden an den Wochenenden 12.–13. sowie 19.–20. November 2016 statt.

### Qualifizierte Teams
| - UHC Stockerau - ABU Baku - Fémina Visé - ŽRK Mira Prijedor - HK Swilengrad - RK Lokomotiva Zagreb - DHC Sokol Poruba - Helvetia BM Alcobendas - Mecalia Atlético Guardés - Balonmano Zuazo - Rocasa Gran Canaria ACE - HIFK - Olympia HC - Mamuli - Haukar Hafnarfjörður - Maccabi Arazim Ramat gan | - Jomi Salerno - KHF Shqipona - ŽRK_Vardar_SCJS - ŽRK Danilovgrad - Virto/Quintus - Kram Start Elbląg - Colégio de Gaia - CS Madeira - ŽRK Mlinotest Ajdovščina - DHB Rotweiss Thun - LK Zug - H 65 Höör - Ardeşen GSK - Zağnosspor - HK Dneprjanka Cherson - HK Karpaty |

### Ausgeloste Spiele und Ergebnisse
| Mannschaft 1                            | Mannschaft 2                                       | Hinspiel             | Rückspiel            | Gesamt      |
| --------------------------------------- | -------------------------------------------------- | -------------------- | -------------------- | ----------- |
| UHC Stockerau Riesenhuber 8             | Kram Start Elbląg Świerżewska 12                   | 12.11.2016 19:00 Uhr | 19.11.2016 18:30 Uhr | 37 : 61     |
| UHC Stockerau Riesenhuber 8             | Kram Start Elbląg Świerżewska 12                   | 17 : 28 (07 : 13)    | 20 : 33 (11 : 16)    | 37 : 61     |
| UHC Stockerau Riesenhuber 8             | Kram Start Elbląg Świerżewska 12                   | 250 Zuschauer        | 500 Zuschauer        | 37 : 61     |
| LK Zug Smitran, Scherer je 16           | Olympia HC Uhmann, Bidstrup Nielsen, Paduraru je 5 | 19.11.2016 18:00 Uhr | 20.11.2016 11:30 Uhr | 85 : 24     |
| LK Zug Smitran, Scherer je 16           | Olympia HC Uhmann, Bidstrup Nielsen, Paduraru je 5 | 45 : 17 (23 : 08)    | 40 : 07 (21 : 05)    | 85 : 24     |
| LK Zug Smitran, Scherer je 16           | Olympia HC Uhmann, Bidstrup Nielsen, Paduraru je 5 | 150 Zuschauer        | 100 Zuschauer        | 85 : 24     |
| Ardeşen GSK Nedeljković 16              | ŽRK Danilovgrad Brnović 11                         | 13.11.2016 17:00 Uhr | 20.11.2016 17:00 Uhr | 58 : 47     |
| Ardeşen GSK Nedeljković 16              | ŽRK Danilovgrad Brnović 11                         | 30 : 23 (16 : 10)    | 28 : 24 (11 : 08)    | 58 : 47     |
| Ardeşen GSK Nedeljković 16              | ŽRK Danilovgrad Brnović 11                         | 1.750 Zuschauer      | 200 Zuschauer        | 58 : 47     |
| Virto/Quintus Hage 21                   | ŽRK Mira Prijedor Bašanović 14                     | 12.11.2016 16:00 Uhr | 13.11.2016 16:00 Uhr | 90 : 40     |
| Virto/Quintus Hage 21                   | ŽRK Mira Prijedor Bašanović 14                     | 46 : 19 (22 : 11)    | 44 : 21 (24 : 11)    | 90 : 40     |
| Virto/Quintus Hage 21                   | ŽRK Mira Prijedor Bašanović 14                     | 407 Zuschauer        | 356 Zuschauer        | 90 : 40     |
| HIFK Cainberg 8                         | Rocasa Gran Canaria ACE Lusson Miranda 12          | 19.11.2016 18:00 Uhr | 20.11.2016 13:00 Uhr | 33 : 71     |
| HIFK Cainberg 8                         | Rocasa Gran Canaria ACE Lusson Miranda 12          | 12 : 39 (05 : 20)    | 21 : 32 (08 : 16)    | 33 : 71     |
| HIFK Cainberg 8                         | Rocasa Gran Canaria ACE Lusson Miranda 12          | 200 Zuschauer        | 200 Zuschauer        | 33 : 71     |
| Haukar Hafnarfjörður Pereira 13         | Jomi Salerno Gómez Hernández 14                    | 19.11.2016 18:30 Uhr | 20.11.2016 17:30 Uhr | 50 : 41     |
| Haukar Hafnarfjörður Pereira 13         | Jomi Salerno Gómez Hernández 14                    | 23 : 19 (13 : 11)    | 27 : 22 (15 : 13)    | 50 : 41     |
| Haukar Hafnarfjörður Pereira 13         | Jomi Salerno Gómez Hernández 14                    | 600 Zuschauer        | 650 Zuschauer        | 50 : 41     |
| H 65 Höör Tollbring 11                  | Balonmano Zuazo Egozkue 16                         | 12.11.2016 15:00 Uhr | 19.11.2016 18:30 Uhr | 51 : 46     |
| H 65 Höör Tollbring 11                  | Balonmano Zuazo Egozkue 16                         | 31 : 25 (17 : 12)    | 20 : 21 (10 : 09)    | 51 : 46     |
| H 65 Höör Tollbring 11                  | Balonmano Zuazo Egozkue 16                         | 580 Zuschauer        | 1.900 Zuschauer      | 51 : 46     |
| HK Swilengrad Agova, Radeva je 8        | ŽRK Vardar SCJS Keramichieva 13                    | 13.11.2016 15:00 Uhr | 20.11.2016 16:00 Uhr | 39 : 53     |
| HK Swilengrad Agova, Radeva je 8        | ŽRK Vardar SCJS Keramichieva 13                    | 17 : 24 (10 : 13)    | 22 : 29 (11 : 14)    | 39 : 53     |
| HK Swilengrad Agova, Radeva je 8        | ŽRK Vardar SCJS Keramichieva 13                    | 814 Zuschauer        | 700 Zuschauer        | 39 : 53     |
| Fémina Visé Bouchard, Racz je 8         | ABU Baku Gasimova, Gornak je 9                     | 12.11.2016 17:00 Uhr | 13.11.2016 17:00 Uhr | 36 : 50     |
| Fémina Visé Bouchard, Racz je 8         | ABU Baku Gasimova, Gornak je 9                     | 16 : 26 (10 : 14)    | 20 : 24 (10 : 12)    | 36 : 50     |
| Fémina Visé Bouchard, Racz je 8         | ABU Baku Gasimova, Gornak je 9                     | 450 Zuschauer        | 350 Zuschauer        | 36 : 50     |
| DHC Sokol Poruba Revajová, Konečná je 8 | Mamuli Kvelashvili 7                               | 19.11.2016 16:00 Uhr | 20.11.2016 16:00 Uhr | 65 : 19     |
| DHC Sokol Poruba Revajová, Konečná je 8 | Mamuli Kvelashvili 7                               | 34 : 12 (17 : 05)    | 31 : 07 (17 : 05)    | 65 : 19     |
| DHC Sokol Poruba Revajová, Konečná je 8 | Mamuli Kvelashvili 7                               | 200 Zuschauer        | 200 Zuschauer        | 65 : 19     |
| ŽRK Mlinotest Ajdovščina Zulič 22       | Zağnosspor Horvat 10                               | 19.11.2016 17:00 Uhr | 20.11.2016 17:00 Uhr | 48 : 43     |
| ŽRK Mlinotest Ajdovščina Zulič 22       | Zağnosspor Horvat 10                               | 25 : 22 (13 : 10)    | 23 : 21 (11 : 11)    | 48 : 43     |
| ŽRK Mlinotest Ajdovščina Zulič 22       | Zağnosspor Horvat 10                               | 500 Zuschauer        | – Zuschauer          | 48 : 43     |
| HK Karpaty Suchezka, Kompanijez je 12   | DHB Rotweiss Thun Schmied 9                        | 19.11.2016 17:00 Uhr | 20.11.2016 17:00 Uhr | 54 : 42     |
| HK Karpaty Suchezka, Kompanijez je 12   | DHB Rotweiss Thun Schmied 9                        | 34 : 25 (17 : 12)    | 20 : 17 (11 : 08)    | 54 : 42     |
| HK Karpaty Suchezka, Kompanijez je 12   | DHB Rotweiss Thun Schmied 9                        | 800 Zuschauer        | 800 Zuschauer        | 54 : 42     |
| CS Madeira Rodrigues Gonçalves 15       | RK Lokomotiva Zagreb Posavec 14                    | 12.11.2016 17:00 Uhr | 20.11.2016 16:00 Uhr | 45 : 69     |
| CS Madeira Rodrigues Gonçalves 15       | RK Lokomotiva Zagreb Posavec 14                    | 24 : 29 (11 : 15)    | 21 : 40 (14 : 19)    | 45 : 69     |
| CS Madeira Rodrigues Gonçalves 15       | RK Lokomotiva Zagreb Posavec 14                    | 500 Zuschauer        | 1.000 Zuschauer      | 45 : 69     |
| Maccabi Arazim Ramat gan Banczik 14     | KHF Shqipona Beba 17                               | 12.11.2016 18:00 Uhr | 13.11.2016 18:00 Uhr | 59 : 59 (a) |
| Maccabi Arazim Ramat gan Banczik 14     | KHF Shqipona Beba 17                               | 31 : 30 (17 : 13)    | 28 : 29 (17 : 17)    | 59 : 59 (a) |
| Maccabi Arazim Ramat gan Banczik 14     | KHF Shqipona Beba 17                               | 700 Zuschauer        | 600 Zuschauer        | 59 : 59 (a) |
| Helvetia BM Alcobendas Mateus da Cruz 9 | Colégio de Gaia Soares 13                          | 12.11.2016 17:30 Uhr | 19.11.2016 17:30 Uhr | 44 : 50     |
| Helvetia BM Alcobendas Mateus da Cruz 9 | Colégio de Gaia Soares 13                          | 25 : 21 (10 : 11)    | 19 : 29 (05 : 15)    | 44 : 50     |
| Helvetia BM Alcobendas Mateus da Cruz 9 | Colégio de Gaia Soares 13                          | 620 Zuschauer        | 250 Zuschauer        | 44 : 50     |
| HK Dneprjanka Cherson Sorokina 11       | Mecalia Atlético Guardés Sempere 15                | 19.11.2016 19:00 Uhr | 20.11.2016 19:00 Uhr | 40 : 63     |
| HK Dneprjanka Cherson Sorokina 11       | Mecalia Atlético Guardés Sempere 15                | 22 : 33 (10 : 13)    | 18 : 30 (12 : 13)    | 40 : 63     |
| HK Dneprjanka Cherson Sorokina 11       | Mecalia Atlético Guardés Sempere 15                | 650 Zuschauer        | 600 Zuschauer        | 40 : 63     |

## Achtelfinale
Im Achtelfinale nahmen die Gewinner der 3. Runde teil.
Die Auslosung des Achtelfinales fand am 22. November 2016 in Wien statt.
Die Hin- und Rückspiele finden an den Wochenenden 4.–5. sowie 10.–12. Februar 2017 statt.

### Qualifizierte Teams
| - ABU Baku - RK Lokomotiva Zagreb - DHC Sokol Poruba - Mecalia Atlético Guardés - Rocasa Gran Canaria ACE - Haukar Hafnarfjörður - KHF Shqipona - ŽRK Vardar SCJS | - Virto/Quintus - Kram Start Elbląg - Colégio de Gaia - ŽRK Mlinotest Ajdovščina - LK Zug - H 65 Höör - Ardeşen GSK - HK Karpaty |

### Ausgeloste Spiele und Ergebnisse
| Mannschaft 1                         | Mannschaft 2                                                  | Hinspiel             | Rückspiel            | Gesamt  |
| ------------------------------------ | ------------------------------------------------------------- | -------------------- | -------------------- | ------- |
| LK Zug Scherer 17                    | HK Karpaty Kompanijez 13                                      | 11.02.2017 19:30 Uhr | 12.02.2017 14:00 Uhr | 65 : 50 |
| LK Zug Scherer 17                    | HK Karpaty Kompanijez 13                                      | 29 : 25 (17 : 13)    | 36 : 25 (19 : 10)    | 65 : 50 |
| LK Zug Scherer 17                    | HK Karpaty Kompanijez 13                                      | 200 Zuschauer        | 350 Zuschauer        | 65 : 50 |
| DHC Sokol Poruba Revajová 23         | KHF Shqipona Beba 11                                          | 04.02.2017 17:00 Uhr | 11.02.2017 16:00 Uhr | 97 : 40 |
| DHC Sokol Poruba Revajová 23         | KHF Shqipona Beba 11                                          | 51 : 18 (27 : 08)    | 46 : 22 (23 : 12)    | 97 : 40 |
| DHC Sokol Poruba Revajová 23         | KHF Shqipona Beba 11                                          | 620 Zuschauer        | 200 Zuschauer        | 97 : 40 |
| ABU Baku Gasimova 9                  | Kram Start Elbląg Balsam, Lisewska je 8                       | 10.02.2017 18:00 Uhr | 11.02.2017 17:00 Uhr | 47 : 65 |
| ABU Baku Gasimova 9                  | Kram Start Elbląg Balsam, Lisewska je 8                       | 23 : 33 (11 : 13)    | 24 : 32 (12 : 14)    | 47 : 65 |
| ABU Baku Gasimova 9                  | Kram Start Elbląg Balsam, Lisewska je 8                       | 400 Zuschauer        | 300 Zuschauer        | 47 : 65 |
| RK Lokomotiva Zagreb L. Kalaus 15    | Ardeşen GSK Haşimoğlu, Grubišić je 9                          | 04.02.2017 18:00 Uhr | 12.02.2017 18:00 Uhr | 57 : 45 |
| RK Lokomotiva Zagreb L. Kalaus 15    | Ardeşen GSK Haşimoğlu, Grubišić je 9                          | 33 : 25 (13 : 12)    | 24 : 20 (13 : 09)    | 57 : 45 |
| RK Lokomotiva Zagreb L. Kalaus 15    | Ardeşen GSK Haşimoğlu, Grubišić je 9                          | 500 Zuschauer        | 2.000 Zuschauer      | 57 : 45 |
| Haukar Hafnarfjörður Pekarskyte 23   | Virto/Quintus Grift 15                                        | 04.02.2017 18:00 Uhr | 05.02.2017 18:00 Uhr | 50 : 51 |
| Haukar Hafnarfjörður Pekarskyte 23   | Virto/Quintus Grift 15                                        | 26 : 29 (11 : 14)    | 24 : 22 (10 : 08)    | 50 : 51 |
| Haukar Hafnarfjörður Pekarskyte 23   | Virto/Quintus Grift 15                                        | 200 Zuschauer        | 250 Zuschauer        | 50 : 51 |
| H 65 Höör Lindqvist, Tollbring je 8  | ŽRK Vardar SCJS Keramichieva 12                               | 05.02.2017 15:00 Uhr | 12.02.2017 13:00 Uhr | 52 : 33 |
| H 65 Höör Lindqvist, Tollbring je 8  | ŽRK Vardar SCJS Keramichieva 12                               | 26 : 13 (12 : 05)    | 26 : 20 (13 : 10)    | 52 : 33 |
| H 65 Höör Lindqvist, Tollbring je 8  | ŽRK Vardar SCJS Keramichieva 12                               | 650 Zuschauer        | 100 Zuschauer        | 52 : 33 |
| ŽRK Mlinotest Ajdovščina Ferfolja 12 | Rocasa Gran Canaria ACE Luján Suárez, Trojaola Cabezudo je 11 | 04.02.2017 20:00 Uhr | 11.02.2017 18:30 Uhr | 39 : 67 |
| ŽRK Mlinotest Ajdovščina Ferfolja 12 | Rocasa Gran Canaria ACE Luján Suárez, Trojaola Cabezudo je 11 | 18 : 31 (09 : 16)    | 21 : 36 (11 : 19)    | 39 : 67 |
| ŽRK Mlinotest Ajdovščina Ferfolja 12 | Rocasa Gran Canaria ACE Luján Suárez, Trojaola Cabezudo je 11 | 400 Zuschauer        | 650 Zuschauer        | 39 : 67 |
| Colégio de Gaia Monteiro 9           | Mecalia Atlético Guardés Sempere 9                            | 05.02.2017 18:00 Uhr | 12.02.2017 19:00 Uhr | 48 : 62 |
| Colégio de Gaia Monteiro 9           | Mecalia Atlético Guardés Sempere 9                            | 26 : 30 (12 : 15)    | 22 : 32 (09 : 17)    | 48 : 62 |
| Colégio de Gaia Monteiro 9           | Mecalia Atlético Guardés Sempere 9                            | 350 Zuschauer        | 600 Zuschauer        | 48 : 62 |

## Viertelfinale
Im Viertelfinale nahmen die Gewinner der Achtelfinalpartien teil. Die Auslosung fand am 14. Februar 2017 in Wien statt.

### Qualifizierte Teams
| - RK Lokomotiva Zagreb - DHC Sokol Poruba - Mecalia Atlético Guardés - Rocasa Gran Canaria ACE | - Virto/Quintus - Kram Start Elbląg - LK Zug - H 65 Höör |

### Ausgeloste Spiele und Ergebnisse
| Mannschaft 1                      | Mannschaft 2                                | Hinspiel             | Rückspiel            | Gesamt  |
| --------------------------------- | ------------------------------------------- | -------------------- | -------------------- | ------- |
| H 65 Höör Tollbring 14            | Mecalia Atlético Guardés Sempere Herrera 10 | 05.03.2017 16:00 Uhr | 12.03.2017 19:00 Uhr | 53 : 45 |
| H 65 Höör Tollbring 14            | Mecalia Atlético Guardés Sempere Herrera 10 | 24 : 21 (10 : 13)    | 29 : 24 (14 : 12)    | 53 : 45 |
| H 65 Höör Tollbring 14            | Mecalia Atlético Guardés Sempere Herrera 10 | 589 Zuschauer        | 630 Zuschauer        | 53 : 45 |
| Kram Start Elbląg Lisewska 8      | DHC Sokol Poruba Marčíková 10               | 04.03.2017 17:00 Uhr | 11.03.2017 18:00 Uhr | 43 : 51 |
| Kram Start Elbląg Lisewska 8      | DHC Sokol Poruba Marčíková 10               | 29 : 24 (14 : 12)    | 14 : 27 (08 : 14)    | 43 : 51 |
| Kram Start Elbląg Lisewska 8      | DHC Sokol Poruba Marčíková 10               | 500 Zuschauer        | 675 Zuschauer        | 43 : 51 |
| Virto/Quintus Grift 12            | LK Zug Scherer 15                           | 04.03.2017 15:00 Uhr | 05.03.2017 14:00 Uhr | 69 : 41 |
| Virto/Quintus Grift 12            | LK Zug Scherer 15                           | 35 : 12 (16 : 07)    | 34 : 29 (16 : 17)    | 69 : 41 |
| Virto/Quintus Grift 12            | LK Zug Scherer 15                           | 400 Zuschauer        | 400 Zuschauer        | 69 : 41 |
| RK Lokomotiva Zagreb L. Kalaus 19 | Rocasa Gran Canaria ACE Rodríguez 18        | 04.03.2017 19:00 Uhr | 12.03.2017 13:00 Uhr | 52 : 50 |
| RK Lokomotiva Zagreb L. Kalaus 19 | Rocasa Gran Canaria ACE Rodríguez 18        | 29 : 24 (14 : 14)    | 23 : 26 (12 : 12)    | 52 : 50 |
| RK Lokomotiva Zagreb L. Kalaus 19 | Rocasa Gran Canaria ACE Rodríguez 18        | 500 Zuschauer        | 520 Zuschauer        | 52 : 50 |

## Halbfinale
Im Halbfinale nahmen die Gewinner der Viertelfinalpartien teil. Die Hinspiele fanden am 8.–9. April 2017 statt. Die Rückspiele fanden am 15.–16. April 2017 statt.

### Ausgeloste Spiele und Ergebnisse
| Mannschaft 1                                  | Mannschaft 2                 | Hinspiel             | Rückspiel            | Gesamt  |
| --------------------------------------------- | ---------------------------- | -------------------- | -------------------- | ------- |
| H 65 Höör Mässing 8                           | DHC Sokol Poruba Marčíková 5 | 08.04.2017 15:00 Uhr | 15.04.2017 18:00 Uhr | 50 : 30 |
| H 65 Höör Mässing 8                           | DHC Sokol Poruba Marčíková 5 | 28 : 16 (13 : 08)    | 22 : 14 (09 : 05)    | 50 : 30 |
| H 65 Höör Mässing 8                           | DHC Sokol Poruba Marčíková 5 | 581 Zuschauer        | 548 Zuschauer        | 50 : 30 |
| RK Lokomotiva Zagreb Posavec, L. Kalaus je 12 | Virto/Quintus Hage 11        | 08.04.2017 18:00 Uhr | 09.04.2017 18:00 Uhr | 51 : 39 |
| RK Lokomotiva Zagreb Posavec, L. Kalaus je 12 | Virto/Quintus Hage 11        | 24 : 23 (15 : 11)    | 27 : 16 (12 : 08)    | 51 : 39 |
| RK Lokomotiva Zagreb Posavec, L. Kalaus je 12 | Virto/Quintus Hage 11        | 500 Zuschauer        | 600 Zuschauer        | 51 : 39 |

## Finale
Es nahmen die zwei Sieger aus dem Halbfinale teil. Das Hinspiel fand am 7. Mai 2017 statt. Das Rückspiel fand am 13. Mai 2017 statt.

### Ausgeloste Spiele und Ergebnisse
| Mannschaft 1                    | Mannschaft 2          | Hinspiel           | Rückspiel          | Gesamt  |
| ------------------------------- | --------------------- | ------------------ | ------------------ | ------- |
| RK Lokomotiva Zagreb Posavec 16 | H 65 Höör Tollbring 8 | 07.05.17 16:00 Uhr | 13.05.17 18:00 Uhr | 47 : 40 |
| RK Lokomotiva Zagreb Posavec 16 | H 65 Höör Tollbring 8 | 23 : 19 (10 : 11)  | 24 : 21 (10 : 10)  | 47 : 40 |
| RK Lokomotiva Zagreb Posavec 16 | H 65 Höör Tollbring 8 | 1.200 Zuschauer    | 750 Zuschauer      | 47 : 40 |

### Hinspiel
RK Lokomotiva Zagreb – H 65 Höör  23 : 19 (10 : 11)
7. Mai 2017 in Zagreb, Dom sportova, 1.200 Zuschauer.
RK Lokomotiva Zagreb: Beličev, Pijević, Razum – Glavan (6), Posavec (6), L. Kalaus    (4), Lukić (3), Blažek (2), D. Kalaus  (1), Kragić  (1), Boras, Jurlin, Kajfeš , Prkačin, Šenvald   , Zagorščak
H 65 Höör: Ryde, Wiberg – Tollbring (7), Rask (5), Lindqvist    (2), Mässing (2), Olsson  (2), Đapanović (1), Fransson, Gullberg, Hvenfelt  , Johansson , Linnéll, Wall, Winberg
Schiedsrichter:  Andrej Budzák und Michal Záhradník
Quelle: Spielbericht

### Rückspiel
H 65 Höör – RK Lokomotiva Zagreb  21 : 24 (10 : 10)
13. Mai 2017 in Höör, Sporthallen Höör, 750 Zuschauer.
H 65 Höör: Ryde, Wiberg – Hvenfelt   (4), Mässing (4), Đapanović (2), Johansson   (2), Olsson (2), Rask (2), Winberg (2), Lindqvist   (1), Tollbring (1), Wall (1), Fransson, Gullberg, Linnéll
RK Lokomotiva Zagreb: Pijević, Razum – Posavec   (10), Kajfeš  (5), Blažek  (3), Glavan     (3), L. Kalaus (2), Šenvald (1), Boras, Jurlin, D. Kalaus, Kragić, Lukić , Prkačin, Zagorščak
Schiedsrichter:  Katalin Pech und Mária Vágvölgyi
Quelle: Spielbericht

## Statistiken

### Torschützenliste
Die Torschützenliste zeigt die drei besten Torschützinnen des EHF Challenge Cups 2016/17.
Zu sehen sind die Nation der Spielerin, der Name, die Position, der Verein, die gespielten Spiele, die Tore und die Ø-Tore.
| Pl. | Nation      | Spieler        | Pos. | Verein               | Sp. | Tore | Ø    |
| --- | ----------- | -------------- | ---- | -------------------- | --- | ---- | ---- |
| 1.  | Kroatien    | Stela Posavec  | (RM) | RK Lokomotiva Zagreb | 10  | 61   | 6,10 |
| 2.  | Kroatien    | Larissa Kalaus | (RL) | RK Lokomotiva Zagreb | 10  | 55   | 5,50 |
| 3.  | Niederlande | Daisy Hage     | (LA) | Virto/Quintus        | 8   | 51   | 6,38 |